# ويليام بولاك
ويليام بولاك (بالإنجليزية: William Pollack)‏ هو عالم مناعة أمريكي، ولد في 26 فبراير 1926 في لندن في المملكة المتحدة، وتوفي في 3 نوفمبر 2013.